# Austria en los Juegos Olímpicos de Ámsterdam 1928
Austria estuvo representada en los Juegos Olímpicos de Ámsterdam 1928 por un total de 73 deportistas que compitieron en 13 deportes.  
El portador de la bandera en la ceremonia de apertura fue el atleta Ludwig Wessely.

## Medallistas
El equipo olímpico austríaco obtuvo las siguientes medallas:
| Nombre                   | Deporte      | Competición         |
| ------------------------ | ------------ | ------------------- |
| Oro                      |              |                     |
| Franz Andrysek           | Halterofilia | 60 kg M             |
| Hans Haas                | Halterofilia | 67,5 kg M           |
| Plata                    |              |                     |
| —                        |              |                     |
| Bronce                   |              |                     |
| Leo Losert Viktor Flessl | Remo         | Doble scull (M2x) M |